# Nicolae C. Furculescu
Nicolae C. Furculescu a fost un politician român din secolul al XIX-lea, doctor în științe politice la Universitatea din Bruxelles, membru fondator al Partidului Național Liberal din România, la 24 mai 1875, și mare proprietar de pământ; originar din comuna Furculești, județul Teleorman.